# دانشگاه مریلند (کالج پارک)
دانشگاه مریلند، کالج پارک (به انگلیسی: University of Maryland, College Park) یک دانشگاه تحقیقاتی دولتی در کالج پارک واقع در ایالت مریلند آمریکا است که در سال ۱۸۵۶ میلادی بنیان‌نهاده شده‌است. این دانشگاه، یکی از اصلی‌ترین مراکز علمی مشورت‌دهنده به دولت فدرال ایالات متحده آمریکا است.

## رتبه‌بندی
در رتبه‌بندی دانشگاهی QS در سال ۲۰۲۰ دانشگاه مریلند در رتبه ۱۳۶ دنیا و ۳۶ ایالات متحده آمریکا قرار گرفته‌است. همچنین بر اساس رتبه‌بندی موسسه تایمز در سال ۲۰۲۰ این دانشگاه در رتبه ۹۱ دانشگاه‌های جهان قرار دارد.

## دانشکده‌ها
دانشکده‌های دانشگاه مریلند عبارتند از:
- دانشکده کشاورزی و منابع طبیعی
- دانشکده کامپیوتر، ریاضی و علوم طبیعی
- دانشکده روزنامه نگاری
- دانشکده سیاست عمومی
- دانشکده کسب‌وکار
- دانشکده بهداشت
- دانشکده مهندسی
- دانشکده هنر و علوم انسانی
- دانشکده رفتاری و علوم اجتماعی
- دانشکده مطالعات اطلاعات
- دانشکده آموزش
- دانشکده معماری

## نگارخانه

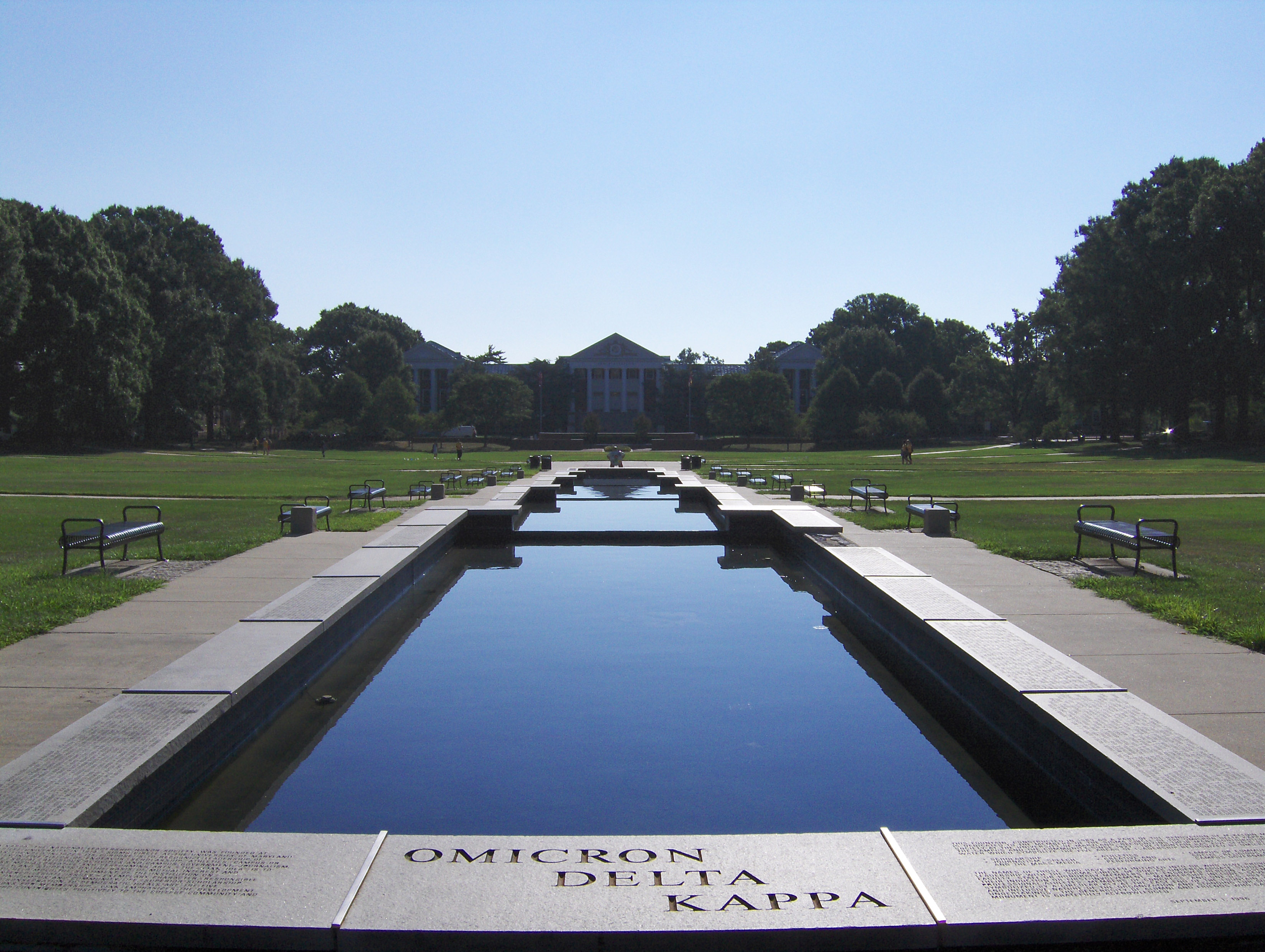
نمایی از دانشگاه
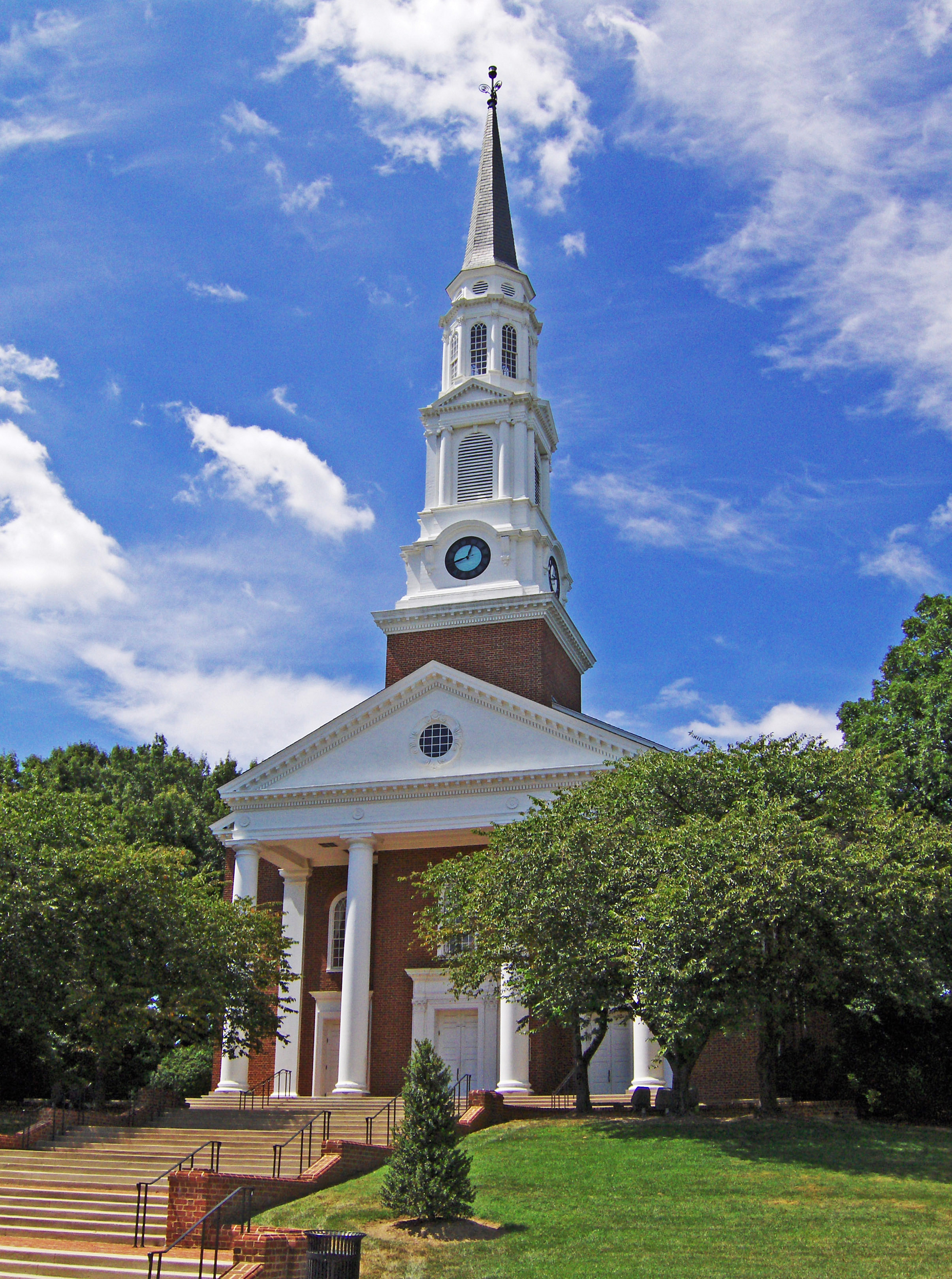
کلیسای قدیمی